# Xã Jim Henry, Quận Miller, Missouri
Xã Jim Henry (tiếng Anh: Jim Henry Township) là một xã thuộc quận Miller, tiểu bang Missouri, Hoa Kỳ. Năm 2010, dân số của xã này là 1.051 người.